# Saison 1 de Pingu
Cet article présente le guide des épisodes de la saison 1 de la série télévisée Pingu.

## Épisode 1:Bonjour Pingu
1. Bonjour Pingu : Le premier épisode où l'on découvre Pingu et sa famille.
2. Pingu aide à couver : L'œuf de Maman doit être couvé par Pingu, difficile lorsque celui met de la musique et que l'œuf commence à danser.
3. La naissance de Pinga : L'œuf va éclore et devinez qui est là ? Oui... c'est Pinga
4. Pingu va pêcher : Pingu essaie de pêcher afin de manger du poisson mais c'est sans compter sur l'espiègle Robby.
5. Pingu fait le facteur : Pingu remplace son père qui est le facteur.
6. Pingu est jaloux : Depuis que Pinga est née, Maman ne s'occupe plus de Pingu. Celui-ci essaye par tous les moyens d'attirer son attention
7. La bataille de boules de neige : En se promenant, Pingu rencontre Robby et ils découvrent deux anciens igloos. Le terrain idéal pour une bonne vieille bataille de boules de neige.
8. Pinga a disparu : Pingu est chargé de jouer avec sa sœur Pinga. Mais il joue en réalité avec Pingo et sa petite sœur en profite pour s'échapper
9. Pingu joue au tennis : Robby joue avec un poisson avec Pingu. En voyant un porte linge, ils décident de pimenter la partie
10. La course au tonneau : Pingu et Robby trouvent un demi tonneau. C'est l'objet idéal pour faire une course de luge.
11. Hockey sur glace : Pingu, Robby, et Pink essaient de jouer au hockey contre 3 manchots costauds.
12. Pingu et Pinga ne veulent pas aller au lit; C'est l'heure de se coucher mais Pingu et Pinga ne sont pas fatigués
13. Pingu va skier : Pingu et Pingo font une promenade en ski et essayent de déterminer qui est le meilleur skieur.
14. Pingu fugue : En se disputant violemment avec ses parents, Pingu fait une fugue mais il se perd rapidement.
15. Pingu construit son igloo : Pingu décide de construire avec Pingo son igloo. Mais les 2 compères se fâchent rapidement
16. La leçon de musique : Pingu trouve un accordéon dans son coffre à jouets et s’amuse à jouer avec. Le bruit est si dérangeant que Pingu est envoyé dehors, alors il se rend chez son grand-père paternel pour apprendre à jouer de l’accordéon.
17. La grotte de glace : En envoyant son ballon trop loin, Pingu et Pingo se retrouvent prisonnier d'une grotte inquiétante
18. La luge de Pingu : Pingu, Pingo et Ping font une course de luge. Mais qui est le plus rapide ?
19. Les toilettes : En buvant trop de boissons, Pingu a un besoin pressant.
20. Pingu à l'école : Pingu arrive à l'école avec ses camarades. Découvrez la journée d'un manchot écolier
21. Le grand-père de Pingu est malade : Le grand-père de Pingu à la varicelle. Maman, Pingu et Pinga décident de lui rendre visite mais Pingu et Pinga commencent à chahuter
22. Le cirque de Pingu : Pingu organise une représentation où Robby, Pinga et lui-même jouent.
23. Pingu et l'orgue : Un manchot clochard mendie devant la maison de Pingu en jouant de l'orgue. En le voyant si triste, Pingu décide de l'aider
24. Pingu et ses amis font trop de bruit : L'endroit où Pingu joue d'habitude avec ses amis est remplacé par un parking. Ils vont jouer derrière une maison mais la propriétaire est vite agacée
25. Pingu et Pinga à la maison : Papa et Maman vont à concert d'opéra et conseillent à leurs enfants de se coucher tranquillement. Pingu et Pinga promettent... en croisant les ailes
26. Le rêve de Pingu : Après que sa mère lui a lu une histoire Pingu s'endort et commence à rêver.